# Протогенея
Протогенея (грец. Πρωτογένεια) — персонаж давньогрецької міфології, дочка Девкаліона та Пірри, сестра Елліна та Амфіктіона.
Була одружена із Локром, проте не мала із ним дітей. Від Зевса Протогенея народила Етлія, сини якого Етол та Епей стали прабатьками грецьких племен етолійців та епіротів.